# Seddera bracteata
Seddera bracteata är en vindeväxtart som beskrevs av Bernard Verdcourt. Seddera bracteata ingår i släktet Seddera och familjen vindeväxter. Inga underarter finns listade i Catalogue of Life.